# Љори (Империја)
Љори је насеље у Италији у округу Империја, региону Лигурија.
Према процени из 2011. у насељу је живело 40 становника. Насеље се налази на надморској висини од 591 м.